# چاه بابل
چاه بابل  رمانی از رضا قاسمی که در سال ۱۹۹۹ در سوئد منتشر شد و حدود دو سال بعد از طریق نشریه الکترونیکی دوات بر اینترنت منتشر شد.
داستان زندگی یک خواننده ایرانی ساکن پاریس را همزمان با داستان زندگی تناسخ قبلی او در دوره قاجار روایت می‌کند.